# Новоивановка (Кемеровская область)
Новоивановка — деревня в Тисульском районе Кемеровской области. Входит в состав Куликовского сельского поселения.

## География
Центральная часть населённого пункта расположена на высоте 172 метров над уровнем моря.

## Население
По данным Всероссийской переписи населения 2010 года, в деревне Новоивановка проживает 1 человек (1 мужчина, 0 женщин).